# Міодраг Савич
Міодраг Р. Савич (серб. Миодраг Р. Савић; нар. 6 квітня 1977, Бановичі) – сербський шахіст, гросмейстер від 2003 року.

## Шахова кар'єра
1996 року представляв Югославію на чемпіонаті Європи серед юніорів до 20 років, а в 1996 і 1997 роках – на чемпіонаті світу в тій же віковій групі, кожного разу ділячи місце в середині другої десятки. 2002 року здобув у Лесковаці звання чемпіона Республіки Сербської.
Гросмейстерські норми виконав у таких роках: 1999 (командний чемпіонат Югославії), 2002 (Обреноваць, міжнародний чемпіонат Белграда – 1-ше місце) і 2003 (Бар, турнір Sozina 2003 – поділив 2-ге місце позаду Бранко Дамляновича, разом з Дмитром Свєтушкіним і Робертом Маркушем).
Неодноразово брав участь у міжнародних турнірах, перемігши або поділивши 1-ші місця, зокрема, в таких містах, як:
- Требинє (2001),
- Новий Бечей (2003),
- Пула (2004, разом із зокрема, Огнєном Цвітаном, Робертом Зелчичем, Мікеле Годеною, Ненадом Шулавою і Бояном Кураїцою)[2],
- Іхало (2005, разом з Бранко Дамляновичем),
- Зениця (2005, разом з Еміром Діздаревичем, Ібро Шаричем і Суатом Аталиком),
- Бошняць (2005, разом із зокрема, Іваном Левентичем, Ніколою Седлаком і Хрвоє Стевичем),
- Сента – чотири рази 1-ше місце (2005, 2007, 2008, 2009),
- Белград (2006, разом з Душаном Райковичем, Ігорем Міладиновичем, Данилом Мілановичем і Звонко Станойоським),
- Жупаня (2009, разом з Робертом Маркушем)

Найвищий рейтинг Ело в кар'єрі мав станом на 1 вересня 2009 року, досягнувши 2545 очок займав тоді 14-те місце серед сербських шахістів.

## Зміни рейтингу
| На цьому місці має відображатися графік чи діаграма, однак з технічних причин його відображення наразі вимкнено. Будь ласка, не видаляйте код, який викликає це повідомлення. Розробники вже працюють для того, щоби відновити штатне функціонування цього графіка або діаграми. | |
| | На цьому місці має відображатися графік чи діаграма, однак з технічних причин його відображення наразі вимкнено. Будь ласка, не видаляйте код, який викликає це повідомлення. Розробники вже працюють для того, щоби відновити штатне функціонування цього графіка або діаграми. |